# Au (Traunstein)

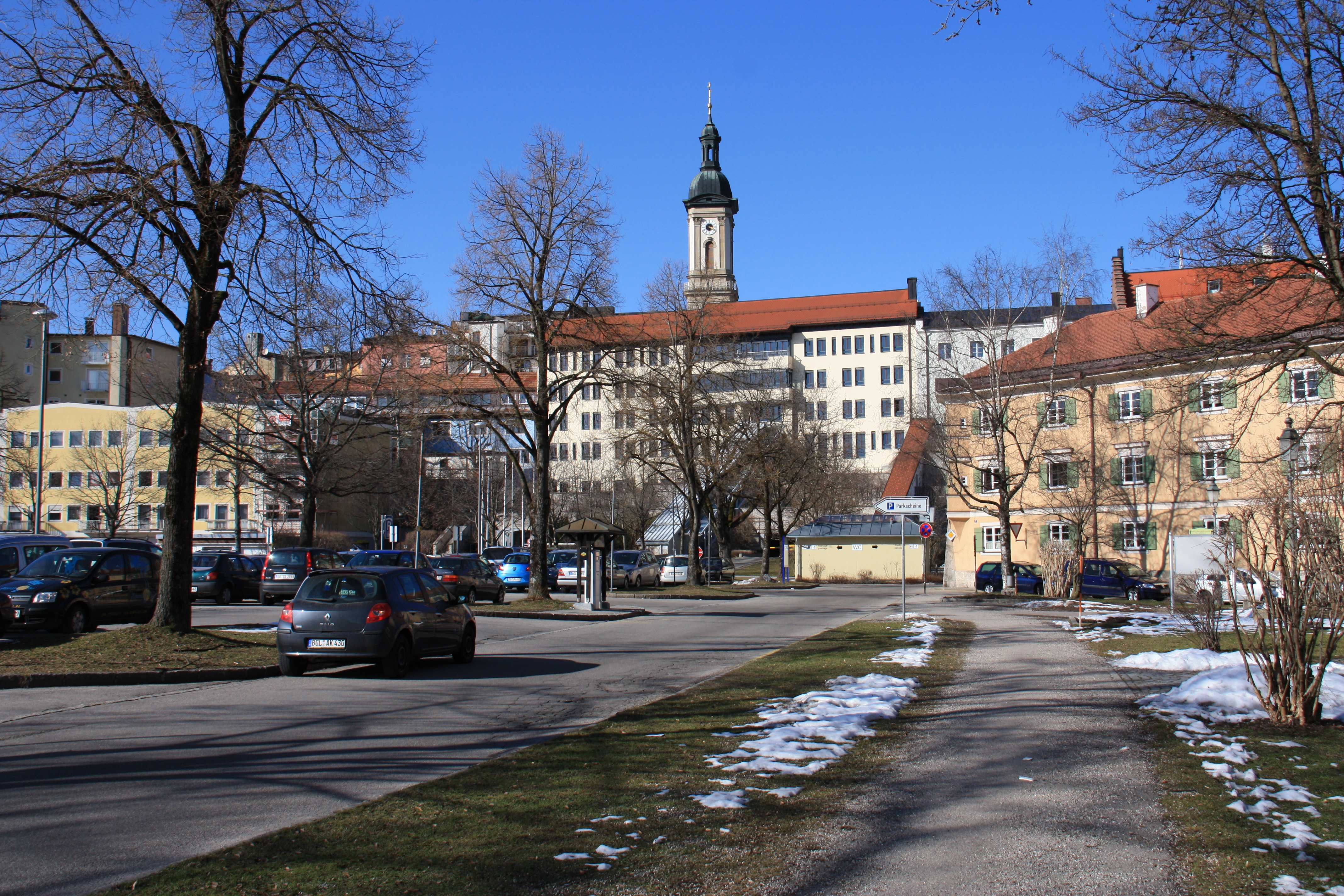
Das Ensemble Karl-Theodor-Platz

Au ist ein innerstädtischer Ortsteil der Stadt Traunstein und eine Gemarkung rund um den Karl-Theodor-Platz. Die bis 1914 bestehende Gemeinde Au war vorher kurfürstliche Hofmark und bis 1912 Standort der Traunsteiner Saline.

## Geschichte

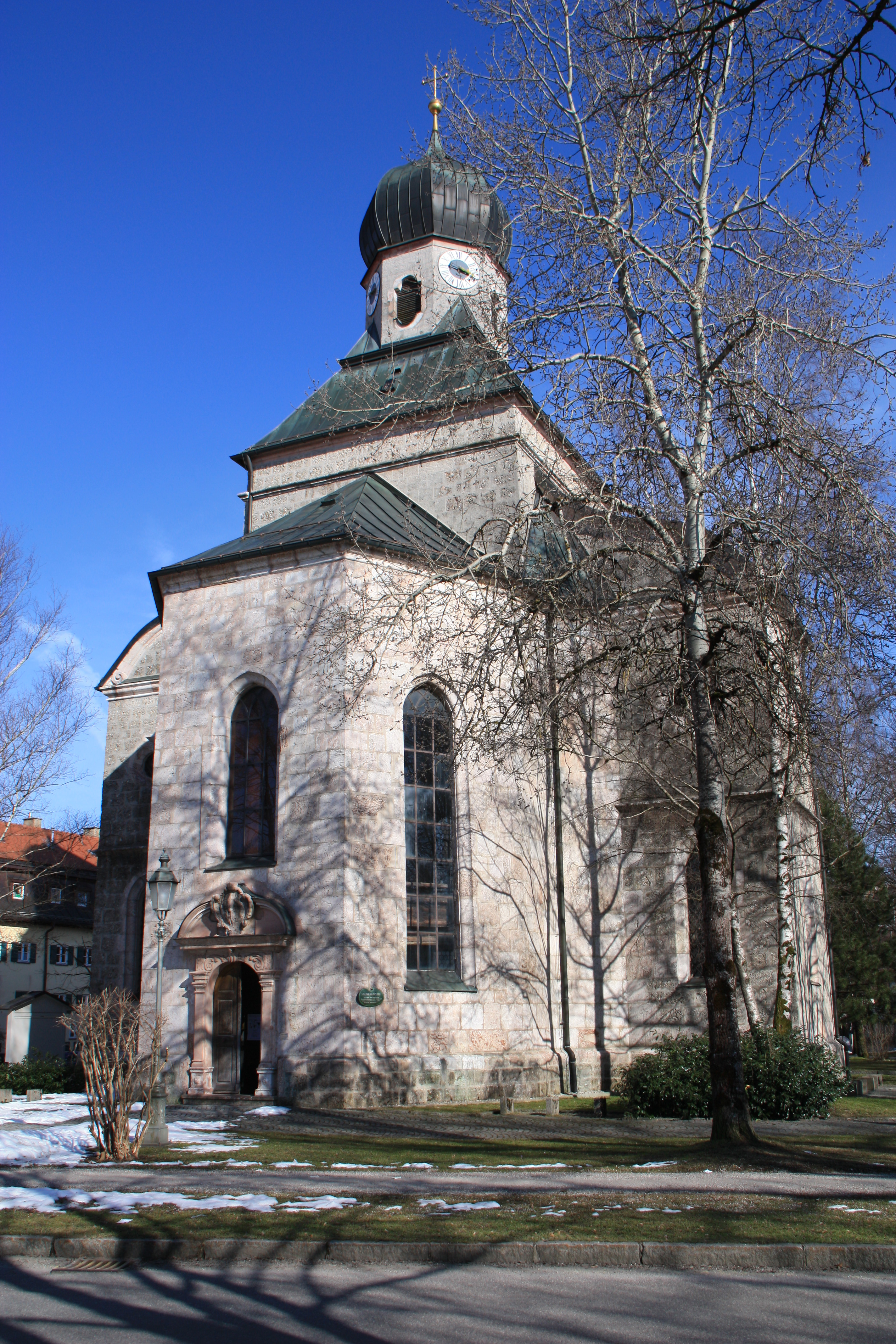
Salinenkapelle am Karl-Theodor-Platz

Die kurfürstliche Hofmark Au bei Traunstein entstand unter Herzog Maximilian I. im frühen 17. Jahrhundert als Salinenstandort. Die Hofmark war mit eigener Jurisdiktion versehen, die dem jeweiligen Salzmaier zustand. Um die 130.000 Gulden kostete es, die Saline in der Au und die entsprechende Soleleitung von Reichenhall nach Traunstein zu errichten. Im Jahr 1619 erfolgte der erste Sud mit Sole aus der durch Hofbaumeister Hanns Reiffenstuel zusammen mit seinem Sohn Simon Reiffenstuel 1617 bis 1619 erbauten Soleleitung. Im Jahr 1808 verlängerte Georg Friedrich von Reichenbach die Soleleitung bis nach Rosenheim und modernisierte dabei auch die Trasse bis Traunstein. Die Salinenhofmark wurde im selben Jahr aufgelöst, das Salzmaieramt in das Hauptsalzamt umgewandelt und die Gerichtsbarkeit auf das Landgericht Traunstein übertragen. Das ehemalige Hofmarksgebiet wurde zunächst mit der Stadtgemeinde vereinigt. Im Rahmen der Gemeindebildung 1819/1820 wurden durch Befehl der Regierung des Isarkreises vom 16. November 1819 beziehungsweise 4. Januar 1820 die Polizeiverwaltungen von Au und Traunstein wieder getrennt. Am 29. Juni 1912 begann in der Saline der letzte Sud. Nach der Schließung der Saline einigte sich die Stadt Traunstein mit dem Staat nach längeren Verhandlungen über einen Ankauf der Liegenschaften. Dieser wurde zum 1. Januar 1914 vollzogen, der Kaufpreis belief sich auf 65.000 Mark, der in zwanzig Raten zu je 3250 Mark zu leisten war. Voraussetzung für den Ankauf der Liegenschaften war auch, dass die Stadt Traunstein die Au eingemeindet. Im Eingemeindungsvertrag, der ebenfalls zum 1. Januar 1914 in Kraft trat, wurde der Stadt einige Auflagen gemacht. So wurde u. a. vereinbart, dass „die Stadtgemeinde hat, um die Au an den Verkehr zu bringen, eine direkte Straße von der Rosenheimerstraße zur Heiliggeistbrücke anzulegen“, „die Au ist zu kanalisieren, die Hauptortsstraßen sind allmählich nach modernen Verfahren herzustellen und für ausreichende Ortsbeleuchtung ist sofort Sorge zu tragen“. Die Stadt verpflichtete sich auch, „die Hochdruckwasserleitung in die Au zu legen und an geeigneter Stelle Hydranten anzubringen.“
| Gemeinde Au: Einwohnerzahlen von 1840 bis 1910 | Gemeinde Au: Einwohnerzahlen von 1840 bis 1910 | Gemeinde Au: Einwohnerzahlen von 1840 bis 1910 | Gemeinde Au: Einwohnerzahlen von 1840 bis 1910 | Gemeinde Au: Einwohnerzahlen von 1840 bis 1910 |
| ---------------------------------------------- | ---------------------------------------------- | ---------------------------------------------- | ---------------------------------------------- | ---------------------------------------------- |
| Jahr                                           |                                                |                                                |                                                | Einwohner                                      |
| 1840                                           | 1840                                           |                                                | 698                                            | 698                                            |
| 1852                                           | 1852                                           |                                                | 708                                            | 708                                            |
| 1855                                           | 1855                                           |                                                | 638                                            | 638                                            |
| 1861                                           | 1861                                           |                                                | 563                                            | 563                                            |
| 1867                                           | 1867                                           |                                                | 557                                            | 557                                            |
| 1871                                           | 1871                                           |                                                | 548                                            | 548                                            |
| 1875                                           | 1875                                           |                                                | 604                                            | 604                                            |
| 1880                                           | 1880                                           |                                                | 612                                            | 612                                            |
| 1885                                           | 1885                                           |                                                | 566                                            | 566                                            |
| 1890                                           | 1890                                           |                                                | 657                                            | 657                                            |
| 1895                                           | 1895                                           |                                                | 672                                            | 672                                            |
| 1900                                           | 1900                                           |                                                | 663                                            | 663                                            |
| 1905                                           | 1905                                           |                                                | 656                                            | 656                                            |
| 1910                                           | 1910                                           |                                                | 642                                            | 642                                            |
| Quelle(n):                                     |                                                |                                                |                                                |                                                |

## Baudenkmäler
Das denkmalgeschützte Ensemble Karl-Theodor-Platz umfasst den engeren Bereich der ab 1618/19 unter Herzog Maximilian I. angelegten Saline, die sich über knapp drei Jahrhunderte zum industriellen Großbetrieb entwickelt hat und deren bauliche Überlieferung heute zwar stark reduziert ist, aber noch immer wesentliche, bis in die Gründungsphase zurückreichende Elemente und Zusammenhänge dokumentiert. Die zugehörige katholische Salinenkapelle St. Rupert und Maximilian ist ein kreuzförmiger Bau von 1630/31 mit Turm über dem quadratischen Mittelraum, nach Plänen von Isaak Bader durch Wolf König errichtet.